# Gering (Nebraska)
Gering és una població dels Estats Units a l'estat de Nebraska. Segons el cens del 2000 tenia 7.751 habitants.

## Demografia
Segons el cens del 2000, Gering tenia 7.751 habitants, 3.173 habitatges, i 2.170 famílies. La densitat de població era de 798 habitants per km².
Dels 3.173 habitatges en un 31,4% hi vivien nens de menys de 18 anys, en un 55,3% hi vivien parelles casades, en un 10,4% dones solteres, i en un 31,6% no eren unitats familiars. En el 28,5% dels habitatges hi vivien persones soles el 14,9% de les quals corresponia a persones de 65 anys o més que vivien soles. El nombre mitjà de persones vivint en cada habitatge era de 2,39 i el nombre mitjà de persones que vivien en cada família era de 2,93.
Per edats la població es repartia de la següent manera: un 24,6% tenia menys de 18 anys, un 8,1% entre 18 i 24, un 25% entre 25 i 44, un 23,8% de 45 a 60 i un 18,6% 65 anys o més.
L'edat mediana era de 40 anys. Per cada 100 dones de 18 o més anys hi havia 85,1 homes.
La renda mediana per habitatge era de 35.185 $ i la renda mediana per família de 42.378 $. Els homes tenien una renda mediana de 32.750 $ mentre que les dones 22.026 $. La renda per capita de la població era de 18.775 $. Aproximadament el 5,9% de les famílies i el 7,8% de la població estaven per davall del llindar de pobresa.

## Poblacions més properes
El següent diagrama mostra les poblacions més properes.